# Nissan Kicks
Nissan Kicks — субкомпактний кросовер, що випускається компанією Nissan з 2016 року. 

## Перше покоління (P15)

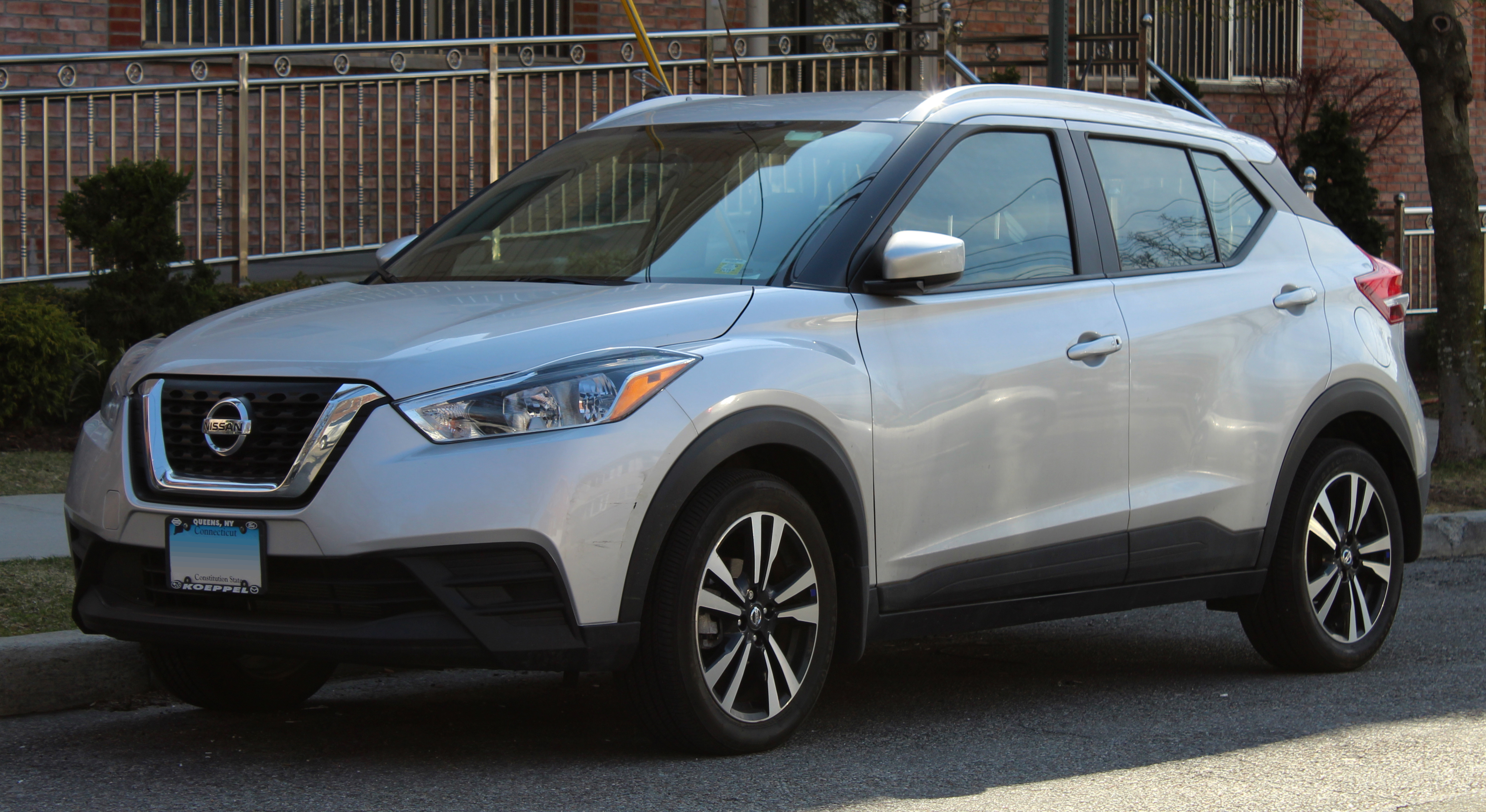
Nissan Kicks (2016-2020)

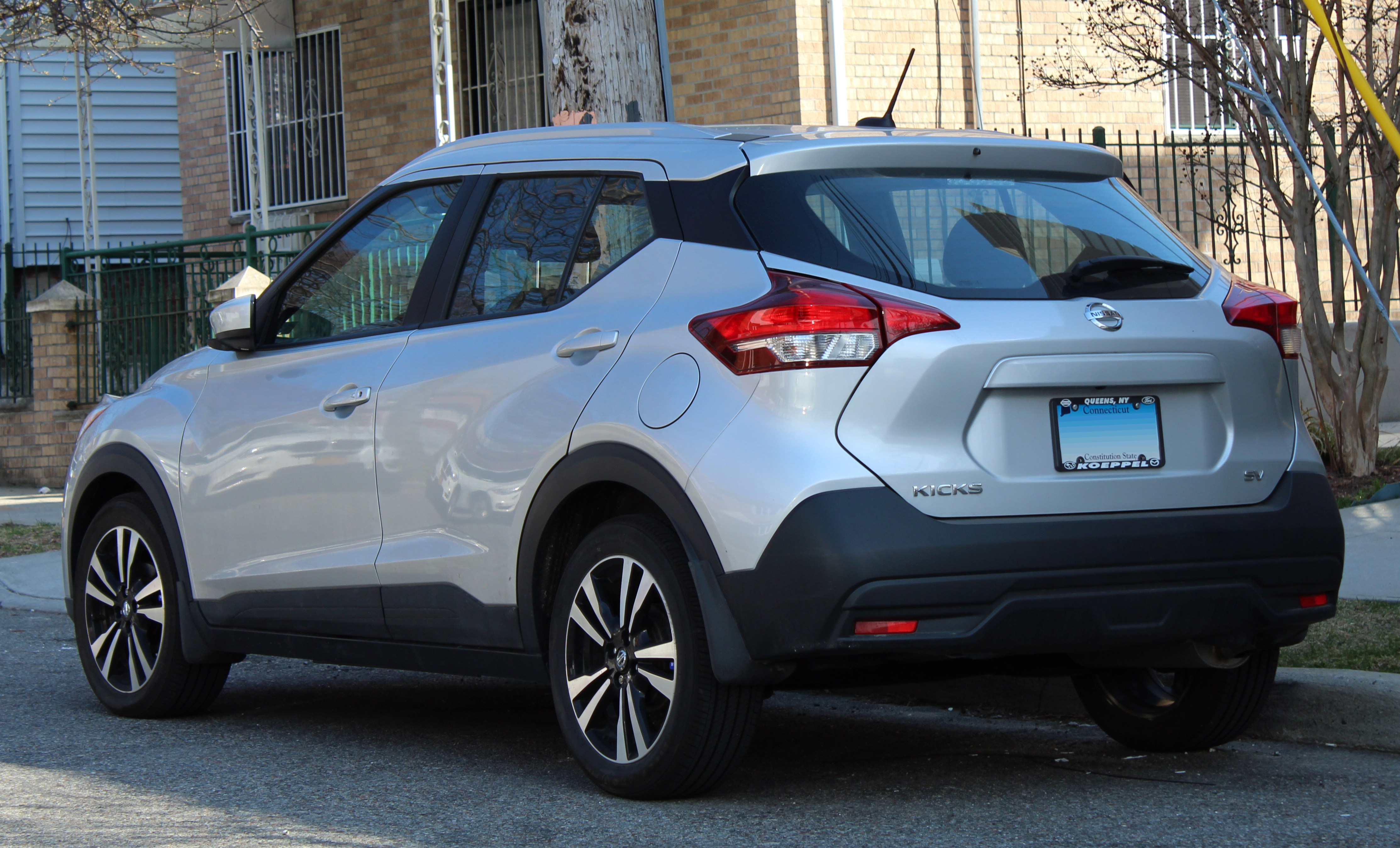

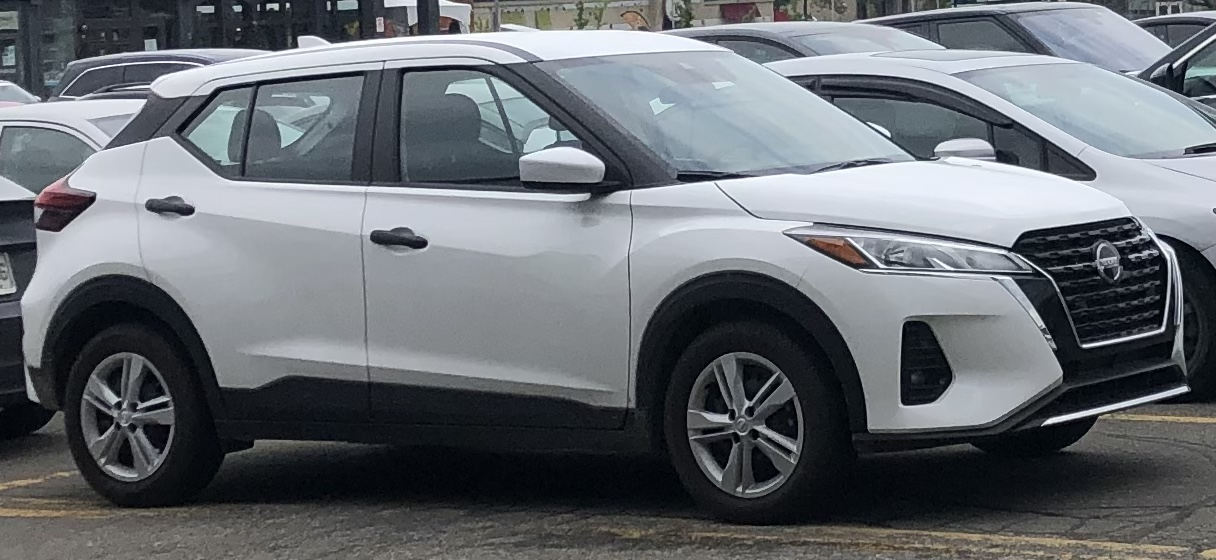
Nissan Kicks (з 2020)

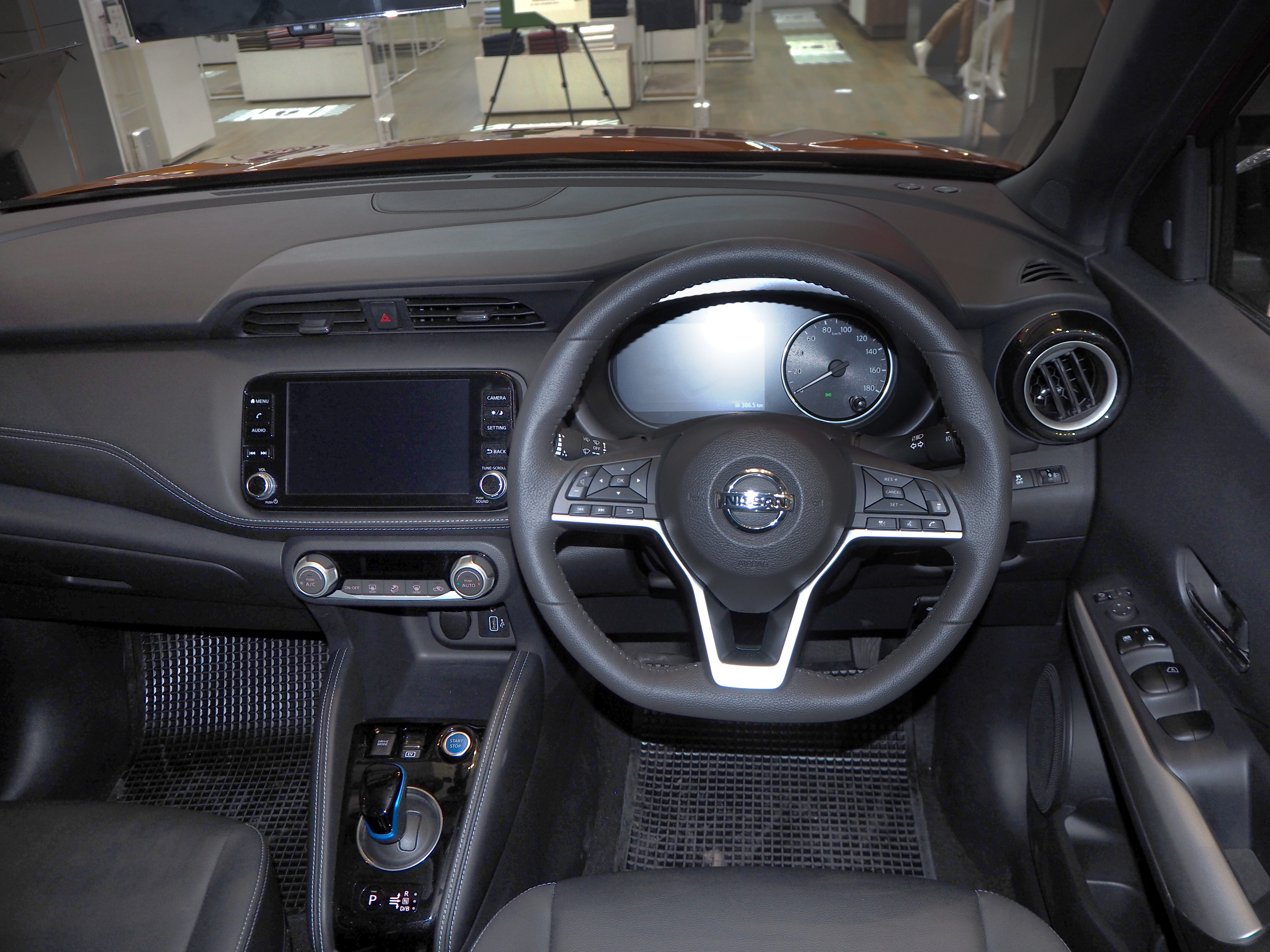

Kicks на базі платформи V дебютував у Сан-Паулу, Бразилія у 2016 році, з кодом шасі P15. Автомобіль був спільно розроблений дизайнерськими штаб-квартирами Nissan в Ацугі, Японія, Nissan Design America (NDA) в Сан-Дієго, штат Каліфорнія, і Nissan Design America Rio de Janeiro. В 2016 році Кікс поступово почав продаватись в Латинській Америці, в 2017 році в Китаї та Мексиці, потім він почав поставлятись до Сполучених Штатів та Канади в 2018 році, щоб замінити Nissan Juke як субкомпактний кросовер, що пропонує в обох країнах.  

#### Оновлення 2020 року
У 2020 році було презентовано оновлення актуальної генерації, яке поступово розійшлося по всім ринкам. Автомобіль отримав велику решітку радіатора і нову оптику.
У серпні 2024 року Kicks у Мексиці та Канаді продовжили продавати разом із новою моделлю під назвою Kicks Play.  Модель Play також надійде в продаж у США на початку 2025 року.

### Двигуни
- 1.6 L HR16DE I4 114/125 к.с. 152/155 Нм
- 1.5 L HR15DE I4 124 к.с. 147 Нм (Китай)

### Для ринку Індії (D15)

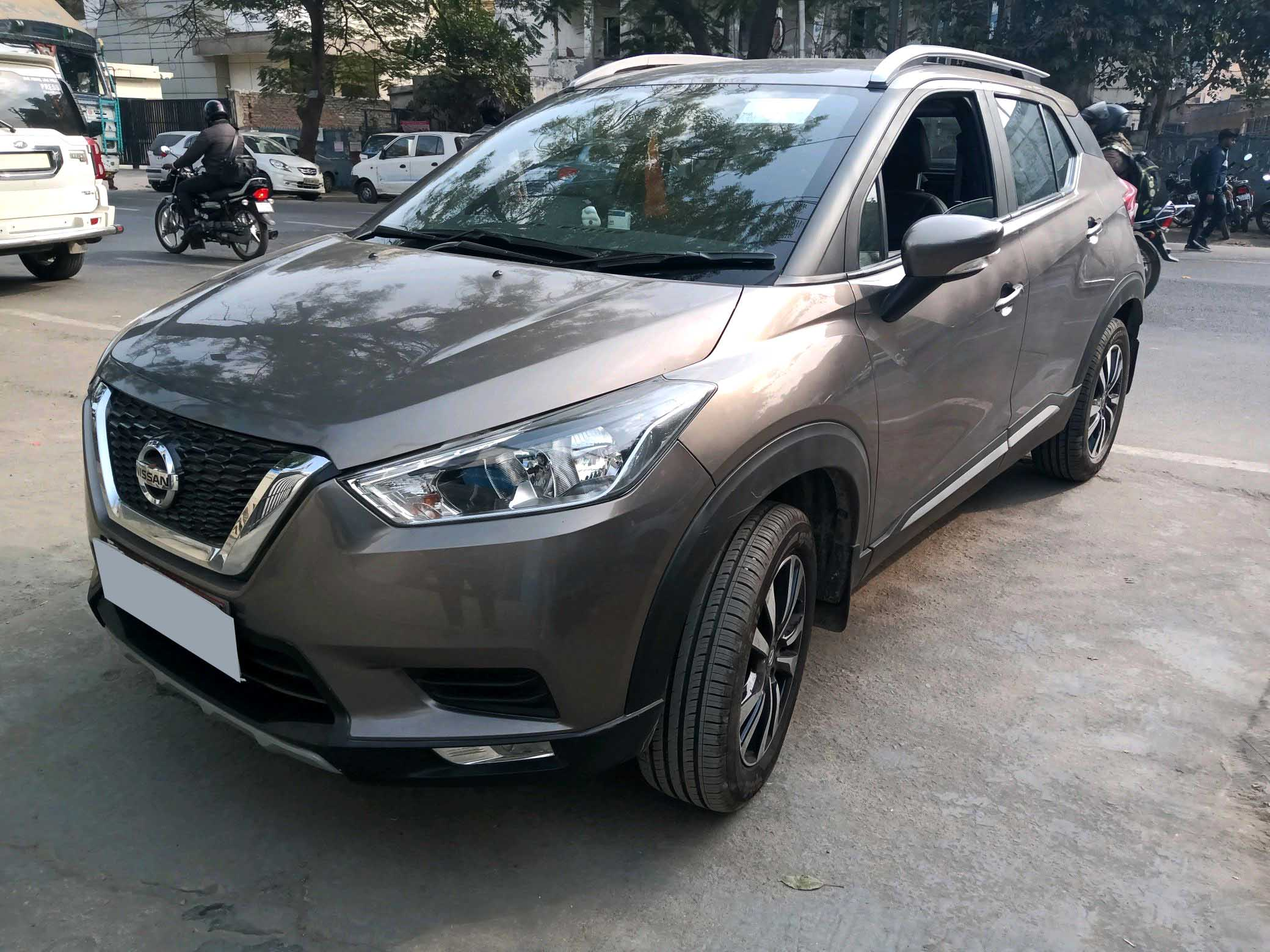
Nissan Kicks B0

Kicks на платформі Dacia B0 був представлений в Індії 22 січня 2019 року з кодом шасі P16. Компанія стверджує, що автомобіль побудований на цій платформі для зниження виробничих витрат. Як результат, він трохи більший за Kicks на базі платформи V, і зберіг таку ж колісну базу, як Renault Duster та Renault Kaptur на базі платформи B0.
Автомобіль замінив Nissan Terrano. 

### Двигуни
- 1.5 L H4K (106 к.с./142 Нм)
- 1.5 L K9K diesel (110 к.с./245 Нм)

## Друге покоління (P16)

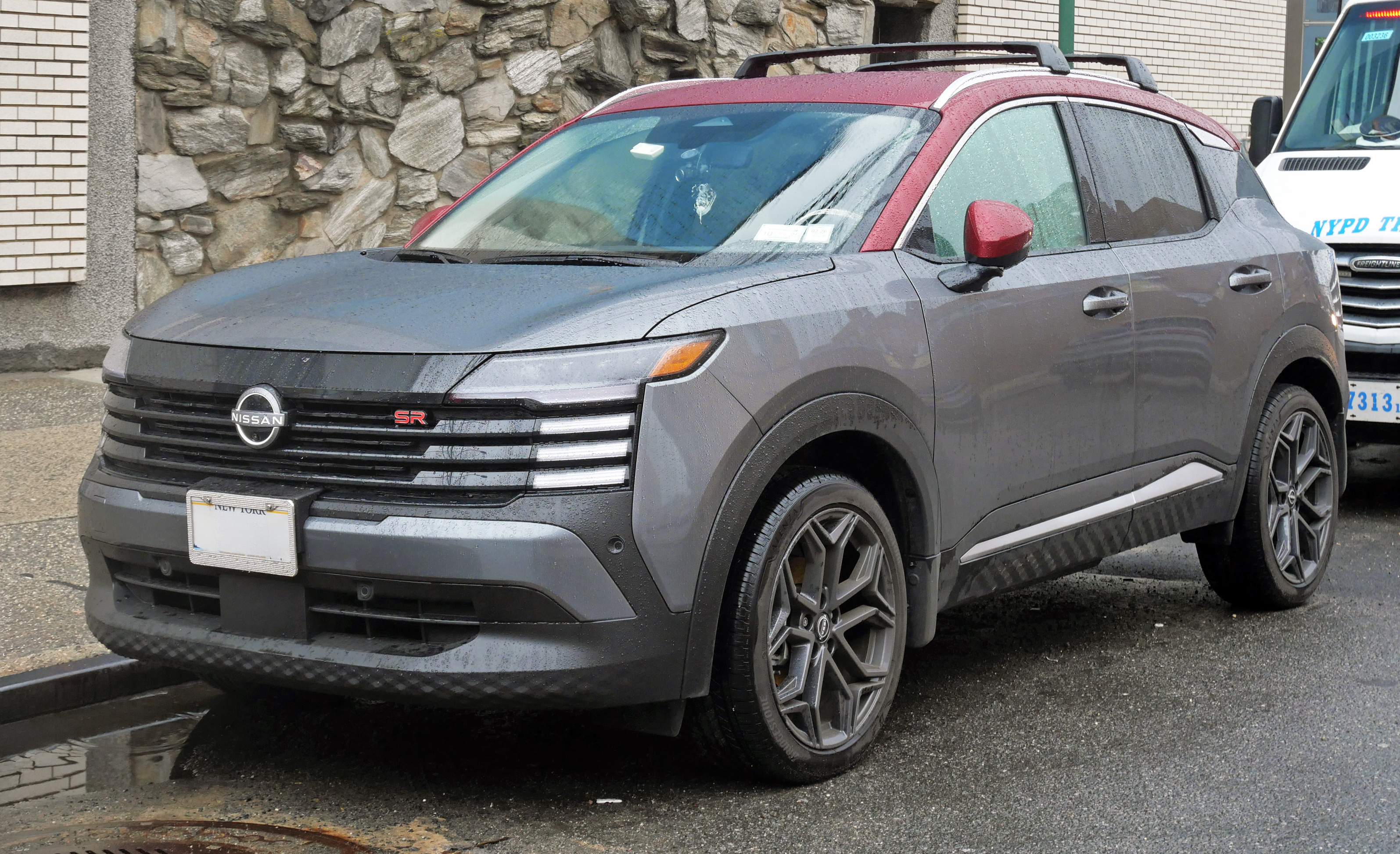
Nissan Kicks (з 2024)

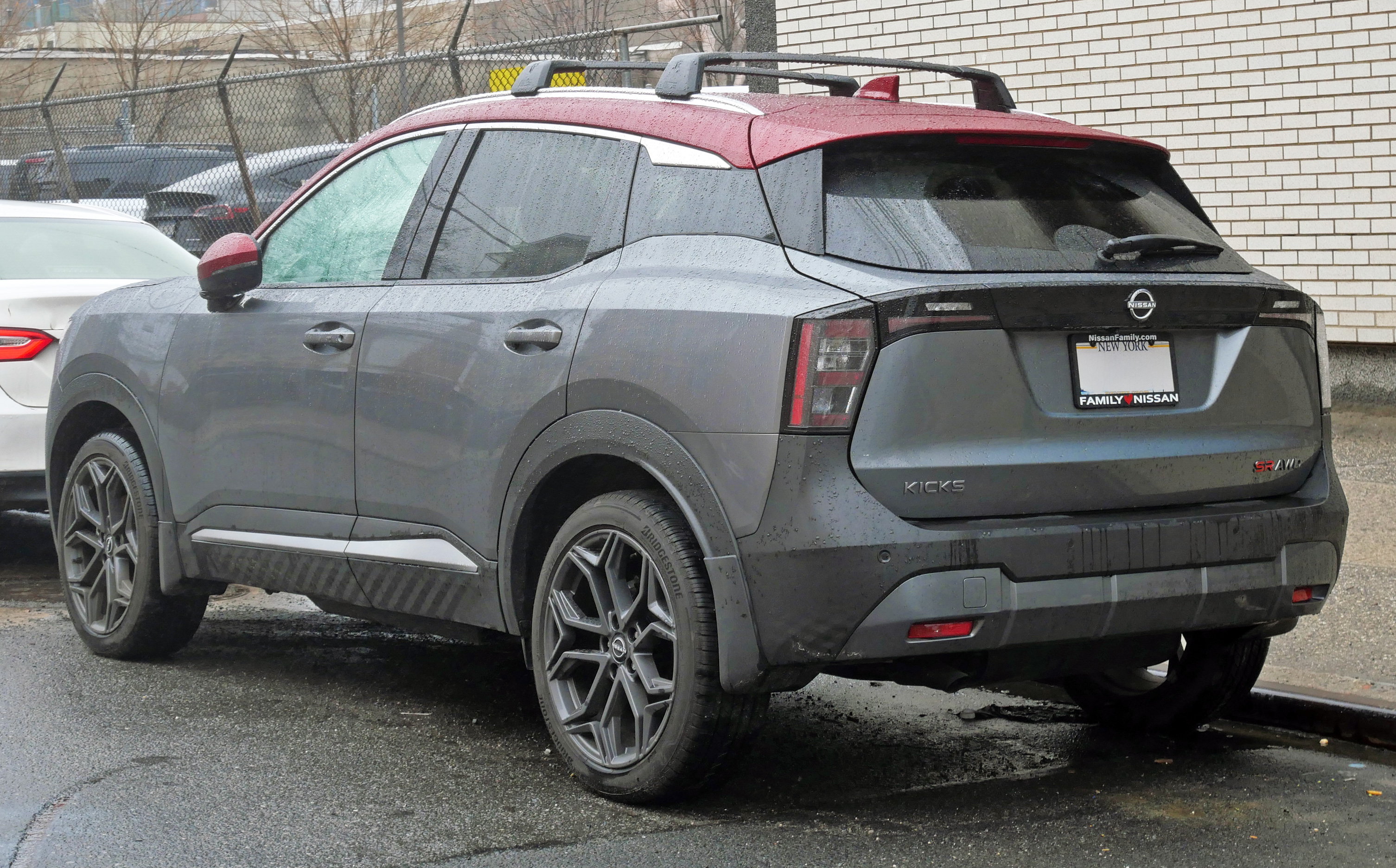
Вид ззаду

Друге покоління Kicks дебютувало в США 22 березня 2024 року для моделі 2025 року. Модель на 71 мм довша, на 41 мм ширша і на 20 мм вища, а колісна база приблизно на 50 мм подовжена. 

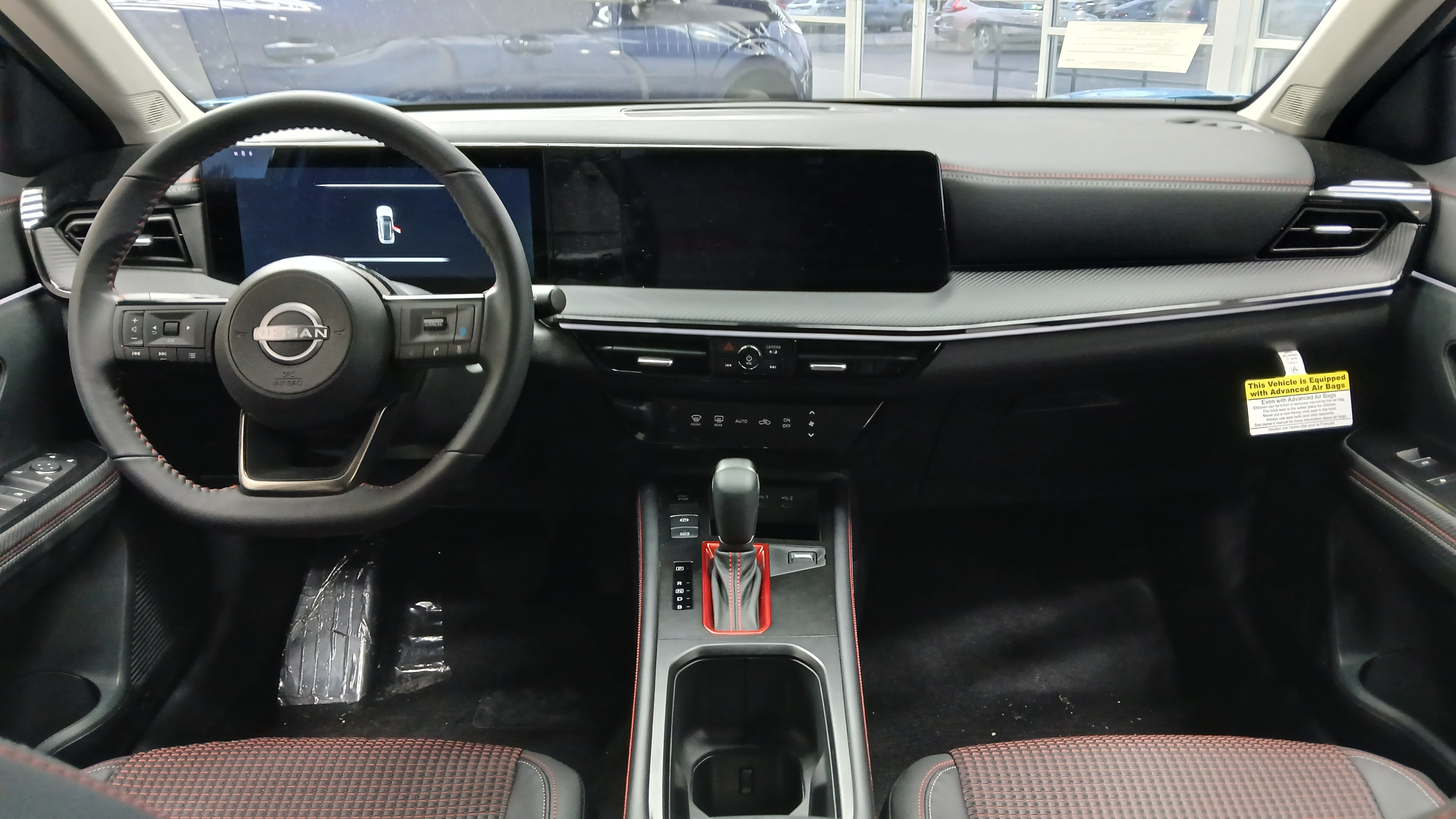

Модель для ринку США оснащена більшим 2,0-літровим бензиновим двигуном, який на 13 кВт (17 к.с) потужніший, ніж 1,6-літровий бензиновий двигун, який використовувався в попередньому поколінні Kicks.  
Безступінчаста трансмісія під брендом Xtronic є єдиним доступним вибором на ринку США. Вперше за межами Японії Kicks також доступний з додатковим повним приводом . 
В інтер’єрі є подвійний 7-дюймовий екран, який служить панеллю приладів, і інформаційно-розважальною системою, яка пропонує підключення Bluetooth, роз’єм aux і порт USB-A. За бажанням їх можна оновити до 12,3-дюймових екранів із оновленою інформаційно-розважальною системою, яка пропонує бездротову підтримку Android Auto та Apple CarPlay. 
Доступна аудіосистема Bose з 10 динаміками має динаміки, вбудовані в підголівники передніх пасажирських сидінь. Передня панель бездротової зарядки є додатковою на центральній консолі разом із чотирма портами USB Type-C.
Тканинні сидіння входять у стандартну комплектацію з додатковими передніми сидіннями з підігрівом, тоді як вищі комплектації мають шкірозамінники. 
Сидіння водія регулюється вручну в 6 положеннях, а пасажирське сидіння регулюється в 4 положеннях. Обидва ряди мають покращений дизайн сидінь, який Nissan називає Zero Gravity.
Виробництво Kicks другого покоління для північноамериканського ринку здійснюється в Агуаскальєнтес, Мексика. 

Nissan був змушений відкласти дату початку виробництва (SOP) ще на шість місяців із спочатку запланованого грудня 2023 року до червня 2024 року через кілька проблем, таких як непрохідність краш-тестів на безпеку та крадіжка інструментів на заводі-постачальнику в Мексиці.

### Двигуни
- 2.0 л MR20DD I4

## Продажі
| Рік  | Бразилія | Мексика | Китай  | Тайвань | США    | Індія |
| ---- | -------- | ------- | ------ | ------- | ------ | ----- |
| 2016 | 10,712   |         |        |         |        |       |
| 2017 | 33,464   | 22,438  | 44,142 |         |        |       |
| 2018 | 46,812   | 21,801  | 35,864 | 6,554   | 23,312 |       |
| 2019 | 56,062   | 17,837  | 47,785 | 16,882  | 58,193 | 4,776 |